# 장성욱
장성욱(張誠郁, 1956년 7월 23일 ~ )은 대한민국의 경상북도 문경시 부시장, 권한대행 경상북도 문경시장이다.

## 학력
- 1963.03 ~ 1969.02 영덕국민학교 졸업
- 1969.03 ~ 1972.02 안동중학교 졸업
- 1972.03 ~ 1975.02 대구고등학교 졸업
- 영남대학교 정치외교학과 학사 졸업

### 비학위 수료
- 고려대학교 정책대학원 행정학 석사 졸업

## 경력
- 대구광역시 7급 공채 수석 합격
- 내무부 소양고사 전국 1위
- 내무부 총무과
- 소청심사위원회
- 대통령직 인수위원회
- 대통령비서실 인사담당행정관실 행정관
- 행정안전부 지식제도과 과장
- 경상북도청 감사관실 감사관
- 2011.07 ~ 2012.07 제15대 경상북도 문경시 부시장
- 2011.12 ~ 2012.04 경상북도 문경시장 권한대행
- 2012.06 대구·경북 연구원
- (사)전국자원봉사연맹 자문위원
- 학교폭력예방 전문강사·상담사 연합회 이사
- 새누리당 경북도당 영덕군 당원협의회 부위원장

## 역대 선거 결과
| 선거명          | 직책명            | 대수            | 정당   | 득표율 | 득표수   | 결과 | 당락 |
| --------------- | ----------------- | --------------- | ------ | ------ | -------- | ---- | ---- |
| 제6회 지방 선거 | 경상북도 영덕군수 | 49대 (민선 6기) | 무소속 | 40.91% | 10,234표 | 2위  | 낙선 |

## 참고 자료
- 공식 블로그
- 장성욱 - X
- 장성욱 - 페이스북